# Đóng giầy

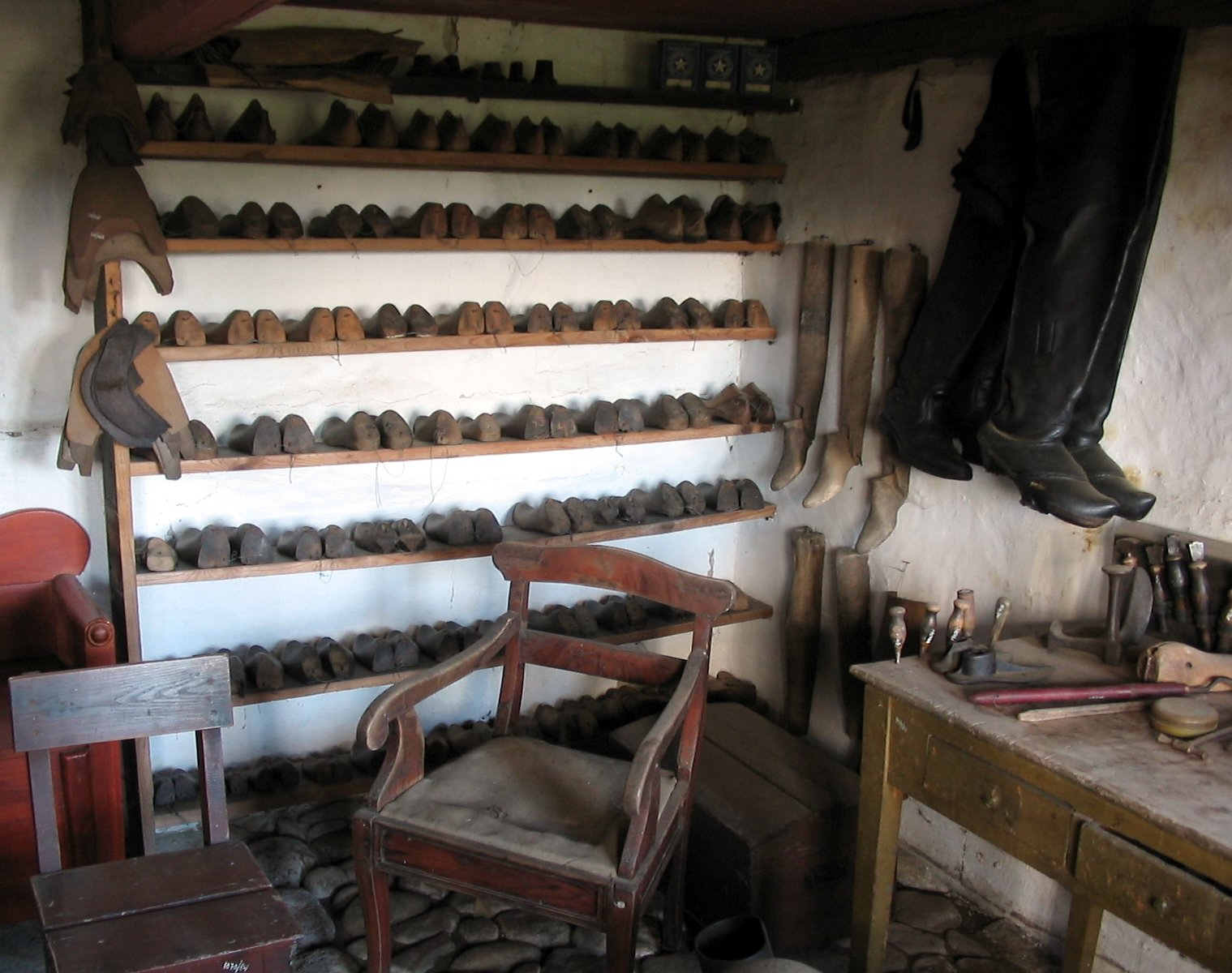
Cửa hàng đóng giầy, nay lưu làm bảo tàng lịch sử ở Đan Mạch

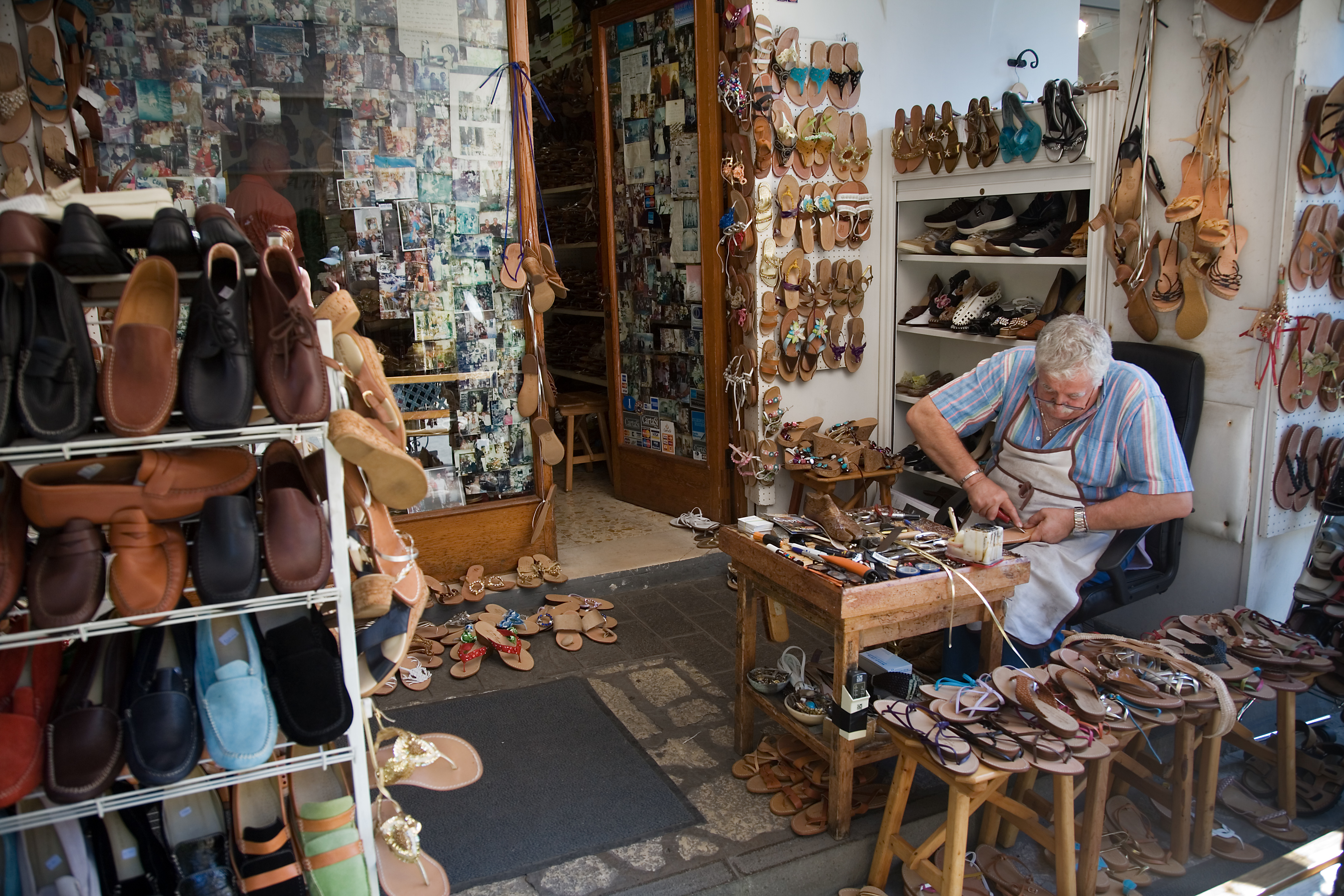
Một người thợ đóng giầy ở đảo Capri, Ý.

Đóng giầy là công đoạn chế tạo giầy dép.
Nghề này thuở trước là một nghề thủ công nhưng sang thế kỷ 20 đã công nghệ hóa trở thành một mặt hàng tiêu thụ với sản lượng lớn. Giầy tốt được một số người ưa chuộng vẫn là một sản phẩm thủ công vì đòi hỏi nhiều công đoạn tỉ mỉ cắt, gọt, khâu, đánh bóng. Giầy dép ngày nay thường là một phần thuộc trang phục thời trang thay đổi theo tuổi tác, thời tiết và lễ nghi.
Thành phẩm có nhiều loại như giầy, dép, guốc, xăng đan, bốt, mỗi thứ dùng những vật liệu như da thuộc, gỗ, cao su, nhựa, đay v.v. để cấu tạo phần đế, gót, quai và mũi.
Ở Việt Nam nghề đóng giầy có từ xưa như vết tích là phố Hàng Giầy và ngõ Hài Tượng trong số 36 phố phường của phố cổ Hà Nội.